# Bezvučni velarni ploziv
Bezvučni velarni ploziv suglasnik je koji postoji u praktički svim jezicima, a u međunarodnoj fonetskoj abecedi za njega se koristi simbolom [k].
Glas postoji u standardnom hrvatskom i svim narječjima; pravopis hrvatskog jezika također se koristi simbolom k, (vidjeti slovo k).
U nekim jezicima postoje različite varijante glasa (s aspiracijom, ejektivni, itd.), primjerice u gruzijskom ili hindiju.
Karakteristike su:
- po načinu tvorbe jest ploziv
- po mjestu tvorbe jest velarni suglasnik
- po zvučnosti jest bezvučan.

Glas se nalazi u 89,4 % svih jezika zabilježenih u bazi podataka UPSID i drugi je po učestalosti iza glasa [m].

## Vanjske poveznice
- UCLA Phonological Segment Inventory Database (UPSID)(eng.)